# Leonilla Ivanovna Barjatinská
Leonilla Ivanovna Barjatinskaja, kněžna ze Sayn-Wittgensteinu (rusky Леонилла Ивановна Барятинская, 9. května 1816 Moskva – 1. února 1918 Lausanne) byla ruská šlechtična, která se vdala za Ludvíka, knížete ze Sayn-Wittgensteinu. Kněžna Leonilla byla pověstná svou neobyčejnou krásou a inteligencí. Byla mnohokrát portrétována Franzem Xaverem Winterhalterem.

## Život
Kněžna Leonilla Ivanovna Barjatinskaja se narodila 9. května 1816 v Moskvě jako dcera knížete Ivana Ivanoviče Barjatinského, člena jedné z nejvlivnějších rodin ruské šlechty. 23. října 1834 se na zámku Marjino v Kurské oblasti vdala za ruského šlechtice německého původu, Ludvíka I., knížete ze Sayn-Wittgenstein-Berleburgu (1799-1866), v Rusku známého jako Lev Petrovič Wittgenštejn, jednoho z carových tajemníků. Ludvík byl syn Ludvíka II., knížete ze Sayn-Wittgensteinu a Caecilie Snarské. Její manžel byl poprvé ženatý s kněžnou Stefanií Radziwiłłovou, která zemřela mladá a zůstavila po sobě velké panství ve střední Evropě a dvě děti: Petra a dceru Marii. Ta se později vdala za knížete Chlodvíka z Hohenlohe-Schillingsfürstu, kancléře Německého císařství.
Kněžna Leonilla měla se svým manželem čtyři děti. Svou krásou udělala veliký dojem u ruského carského dvora, avšak její manžel ztrácel na oblibě, snad kvůli nezvykle jemnému zacházení s nevolníky. V roce 1848 opustili Rusko. Kníže dostal darem od krále Bedřicha Viléma někdejší rodinné sídlo rodu Saynů, zámek, který byl zničen za třicetileté války a byl povýšen do knížecího stavu s predikátem zu Sayn-Wittgenstein-Sayn.